# Thuiskon Beutner

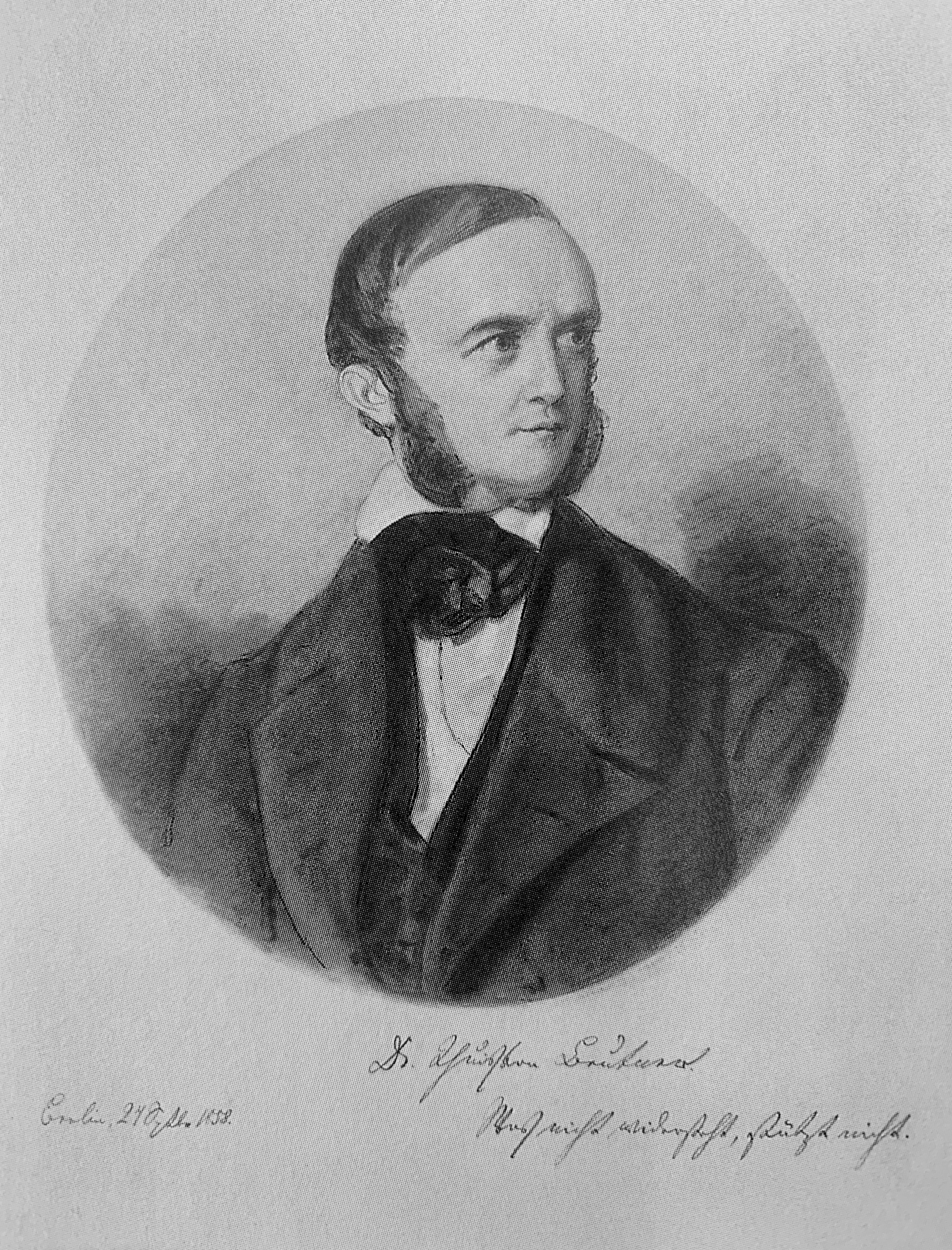
Thuiskon Beutner, Bleistiftzeichnung von Wilhelm Hensel, 1858

Thuiskon Beutner (* 28. Oktober 1816 in Luckenwalde, Provinz Brandenburg, Königreich Preußen; † 10. oder 11. Mai 1882 in Lübben) war Chefredakteur der Neuen Preußischen Zeitung in Berlin.

## Leben und Wirken
Der Vater war Bürgermeister in Luckenwalde,  wahrscheinlich Johann Gottfried Beutner, die Mutter Rosina Auguste Schrödter. Der Bürgermeister Johann Christian Andreas Beutner in Belzig war wahrscheinlich ein Onkel.
Thuiskon Beutner besuchte die renommierte Landesschule Pforta bei Naumburg seit dem 16. April 1830 und schloss sie am 9. September 1835 mit der Reifeprüfung ab. Danach studierte er evangelische Theologie und Philosophie in Berlin.
Anschließend war Beutner als Hauslehrer bei verschiedenen Familien des preußischen Landadels tätig, so 1842 bei Birnbaum in der Provinz Posen, dann einige Jahre beim preußischen Oberfinanzrat Ernst Senfft von Pilsach in Pommern. Dort begegnete er Hermann Wagener, dem Begründer der bedeutenden konservativen Neuen Preußischen Zeitung (Kreuzzeitung).
Seit spätestens 1848 lebte Thuiskon Beutner wieder in Berlin. 1850 promovierte er dort zum Dr. phil. und arbeitete seit diesem Jahr als Redakteur bei der Neuen Preußischen Zeitung.
Seit 1853 war er deren provisorischer Leiter, als Nachfolger von Wagener, seit 1854 offizieller Chefredakteur. Unter seiner Führung vergrößerte sich die Auflagenzahl der Zeitung, seine Zeit galt als Epoche der Kontinuität in deren Geschichte.
Im Februar 1872 erlitt Thuiskon Beutner einen Schlaganfall im Alter von 55 Jahren, von dem er sich nie wieder richtig erholte. Er gab die Leitung der Zeitung ab und starb 1882.

## Ehe und Nachkommen
Thuiskon Beutner war seit 1849  mit Elfriede Coelestine Auguste von Hellen (1821–1914) verheiratet. Sie hatten die Kinder
- Arnold Ernst Gustav Reinhold Beutner (* 1851)
- Friedrich Wilhelm Carl Hermann Beutner (1853–1904), Oberstleutnant
- Anna Elfriede Valeska Beutner (* 1855)
- Ida Elfriede Charlotte Beutner (* 1857)
- Elfriede Renata Pfannschmidt (1862–1939), Schriftstellerin

## Charakterisierung
Thuiskon Beutner galt als sehr frommer und stiller Mann. Seine Mitarbeiter schätzten ihn im Nachhinein als nicht völlig seiner Aufgabe gewachsen ein.
Von Theodor Fontane ist eine kurze Charakterisierungen von ihm bekannt: Der gute lederne Beutner mit seinen Plieraugen und seinem verkaterten und verluckenwaldeten (...) Ecce-homo-Gesicht. Das Wohnzimmer beschrieb er: In das Sofakissen war das Eiserne Kreuz eingestickt, während aus dem schwarzen Bilderrahmen ein mit der Dornenkrone geschmückter Christus auf mich niederblickte.